# Sofia Avramidou
Pour les articles homonymes, voir Avramidou.
 (mars 2024).
 (mars 2024).
L'article doit être relu — et modifié si nécessaire — par des contributeurs indépendants pour apporter un regard critique aux contributions effectuées en violation des conditions d'utilisation de Wikipédia, tant sur la forme (notamment concernant le style encyclopédique, la proportionnalité) que sur le fond (la neutralité de point de vue, la qualité et l'indépendance des sources).
 (mars 2024).
La mise en forme du texte ne suit pas les recommandations de Wikipédia : il faut le « wikifier ».
Les points d'amélioration suivants sont les cas les plus fréquents. Le détail des points à revoir est peut-être précisé sur la page de discussion.
- Les titres sont pré-formatés par le logiciel. Ils ne sont ni en capitales, ni en gras.
- Le texte ne doit pas être écrit en capitales (les noms de famille non plus), ni en gras, ni en italique, ni en « petit »…
- Le gras n'est utilisé que pour surligner le titre de l'article dans l'introduction, une seule fois.
- L'italique est rarement utilisé : mots en langue étrangère, titres d'œuvres, noms de bateaux, etc.
- Les citations ne sont pas en italique mais en corps de texte normal. Elles sont entourées par des guillemets français : « et ».
- Les listes à puces sont à éviter, des paragraphes rédigés étant largement préférés. Les tableaux sont à réserver à la présentation de données structurées (résultats, etc.).
- Les appels de note de bas de page (petits chiffres en exposant, introduits par l'outil «  Source ») sont à placer entre la fin de phrase et le point final[comme ça].
- Les liens internes (vers d'autres articles de Wikipédia) sont à choisir avec parcimonie. Créez des liens vers des articles approfondissant le sujet. Les termes génériques sans rapport avec le sujet sont à éviter, ainsi que les répétitions de liens vers un même terme.
- Les liens externes sont à placer uniquement dans une section « Liens externes », à la fin de l'article. Ces liens sont à choisir avec parcimonie suivant les règles définies. Si un lien sert de source à l'article, son insertion dans le texte est à faire par les notes de bas de page.
- La présentation des références doit suivre les conventions bibliographiques. Il est recommandé d'utiliser les modèles {{Ouvrage}}, {{Chapitre}}, {{Article}}, {{Lien web}} et/ou {{Bibliographie}}. Le mode d'édition visuel peut mettre en forme automatiquement les références.
- Insérer une infobox (cadre d'informations à droite) n'est pas obligatoire pour parachever la mise en page.

Pour une aide détaillée, merci de consulter Aide:Wikification.
Si vous pensez que ces points ont été résolus, vous pouvez retirer ce bandeau et améliorer la mise en forme d'un autre article.
Sofia Avramidou, née en 1988 à Thessalonique est une compositrice et chanteuse grecque.

## Biographie
Elle étudie le piano, le contrepoint, l’harmonie ainsi que la musique traditionnelle grecque de ses 12 à 22 ans, au Conservatoire de Thessalonique, ce qui la conduira à étudier la musicologie et la composition à l'Université Aristote de Thessalonique de 2009 à 2014, puis à l'Académie Santa Cecilia à Rome de 2014 à 2016. Elle poursuit son cursus en France en se formant au Conservatoire de Boulogne-Billancourt ainsi qu’à l'Ircam, où elle obtient son diplôme en 2020.
La littérature, les mythes et les contes de fée sont une source d'inspiration essentielle pour Sofia Avramidou.

## Prix et distinctions
Sofia Avramidou s'est vu attribuer plusieurs prix : le 1er prix du 6ème Concours de Composition Dimitris Dragatakis en 2014 pour sa pièce intitulée Skin, prix décerné par l'Union des compositeurs grecs ;   le 1er prix du IXe Concours International de Composition pour Accordéon Francisco Escudero en 2016 avec sa composition VoCx ; Prix "Ambassador Artist Prize Yehudi Menuhin Foundation" en 2017 ; Mention Honorable au Pre-Art 11Th Compétition en 2018 ; Prix Goffredo Petrassi en 2018.

## Œuvre[5]

### Musique soliste
- Alternanze pour vibraphone (2013).
- Chronophobia pour violoncelle (2014).
- Odes - A Story of a Crime pour harpe seule (2014).
- Scène Sixième pour flûte seule (2014).
- Scene VI pour flûte (2014).
- When the Wolf met Peter pour clarinette basse (2015).
- La Légende de Saint-Martin théâtre musical pour violoncelle (2017, 2017).
- Tilen Canti pour guitare électrique (2019).
- Keep digging the hare hole pour violoncelle et électronique (2020).

### Musique de chambre / d'ensemble
- Apprivoisant les vagues pour petit ensemble (2011).
- Quartet I pour quatuor à cordes (2012).
- Avaton pour huit instruments (2013).
- Sisyphus pour accordéon et contrebasse (2014).
- Skin pour quatuor à cordes (2014).
- Stimmt pour clarinette, violoncelle et piano (2014).
- REM (Rapid Eye Movement) pour grand ensemble (2015).
- Aatos pour bayan et clarinette (2016).
- Don’t Even Think About Knocking pour quintette à cordes (2016).
- VoCx pour bayan et clarinette (2016).
- Chronofonia pour douze instruments (2016).
- Three Greek Dances pour orchestre à cordes (2016).
- An Absurd Reasoning pour violon, violoncelle et piano (2017).
- Occulto Vocale pour six instruments (2020).
- Ithaca pour orchestre de chambre (2021).
- Metallages pour ensemble (2020).
- Géranomachie pour grand ensemble et électronique (2020-2021).
- A Hug to Die pour huit musiciens (2022)
- What can that be but my apple-tree? pour quatuor à cordes (2022).

### Musique vocale et instrument(s)
- The Blue (H)our pour soprano, flûte, clarinette et violoncelle (2015).
- Water Mask pour orchestre de chambre et chœur d’enfants (2016).
- ’Masques tou Nerou’ pour orchestre de chambre et chœur d'enfants (2016).
- Rodi, rodi! Morsicchia! La casina chi rosicchia? opéra de chambre (2018).
- Remembering Clouds pour soprano, guitare électrique et viole de gambe (2022).
- De l'autre côté d'Alice pour soprano, clarinette basse, violoncelle, contrebasse, percussion et marionette (2024).

### Musique électronique / sur support / instruments mécaniques
- The Blue (H)our pour soprano, flûte, clarinette et violoncelle (2015).
- Water Mask pour orchestre de chambre et chœur d’enfants (2016).
- ’Masques tou Nerou’ pour orchestre de chambre et chœur d'enfants (2016).
- Rodi, rodi! Morsicchia! La casina chi rosicchia? opéra de chambre (2018).
- Remembering Clouds pour soprano, guitare électrique et viole de gambe (2022).